# Central hidroeólica de El Hierro
La central hidroeólica Gorona del Viento es la primera central de producción de electricidad que aúna cinco aerogeneradores, dos depósitos de agua a diferente altura, una estación de bombeo y una central hidroeléctrica de turbinado. Se ubica en la isla de El Hierro, la más occidental del archipiélago de Canarias, con solo 268 km².

## Funcionamiento
La central hidroeólica de El Hierro, inaugurada el 27 de junio de 2014, fue concebida para asegurar la autonomía energética de la isla, suministrando la demanda de electricidad de alreadedor de 11 000 personas, de las cuales unas 8000 viven de forma permanente.
Sustituye parcialmente una central térmica de fuel. Según las estimaciones iniciales, este proyecto evitará la importación de aproximadamente 6000 tep destinadas a la producción de electricidad, todo evitando la emisión de 18 000 t de CO² cada año.

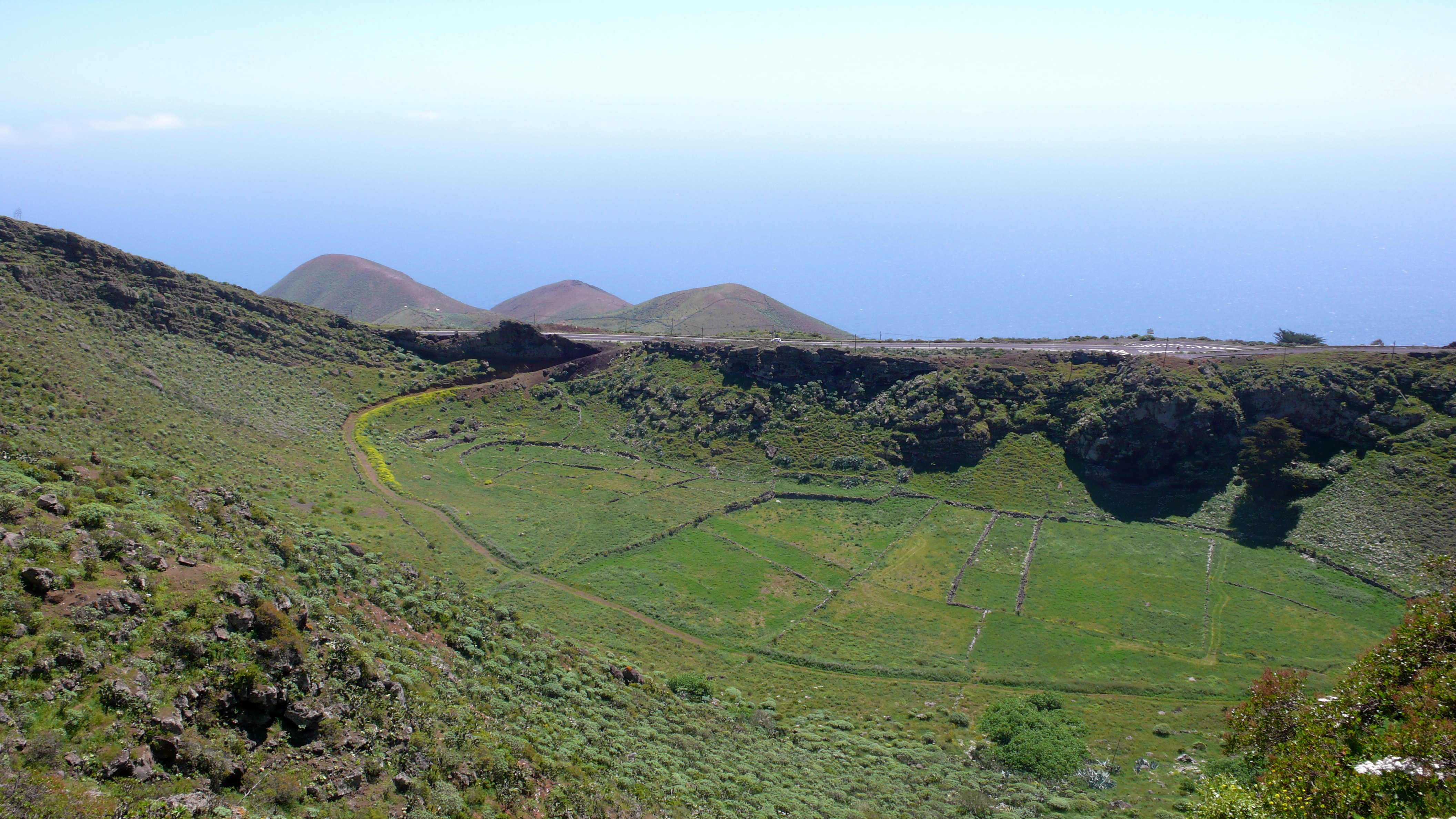
La Caldera, cráter donde se contruyó el embalse superior

El parque eólico está concebido para proporcionar una potencia pico de 11,5 MW gracias a cinco aerogeneradores ENERCON E-70 de 2,3 MW, de 64 m de altura. La energía no consumida por la demanda insular permite, gracias a un sistema de bombeo, bombear el agua hasta un depósito superior situado a 701 m de altitud. En caso de ausencia de viento, el agua del depósito superior permite alimentar cuatro turbines hidráulicas de una potencia total de 11,3 MW. El agua es recogida en un segundo depósito de 150 000 m³ ubicado al nivel del mar. El depósito superior se comporta como una batería, almacenando la energía hidráulica. Este dispositivo recibe el nombre de central hidroeléctrica reversible. 
La puesta en marcha de la central hidroeléctrica, inicialmente prevista para principios de 2013, finalmente tuvo lugar en el verano de 2014, después de que comenzara una fase de prueba en febrero de 2014, mientras que el parque eólico se había completado a finales de 2012. El 9 de agosto de 2015, durante cuatro horas, toda la producción eléctrica de la isla fue generada por la instalación, siendo el primer territorio aislado del mundo en abastecerse 100 % con energías renovables.

## Origen
Tomás Padrón, ingeniero eléctrico y gerente en El Hierro de la compañía eléctrica española Unelco-Endesa, está en el origen del proyecto. Quería superar la escasez de agua dulce que requería tres plantas de desalinización de agua de mar, que consumen mucha energía, en una región totalmente dependiente a este respecto de la importación de fuelóleo pesado, un combustible que es caro y a la vez contaminante.
El proyecto fue concebido en términos generales en 1979 y estaba listo en 1986, pero encontró poco apoyo institucional hasta el de Loyola de Palacio, Comisaria Europea de Energía a principios de la década de 2000. La financiación se completó a finales de 2006 y los trabajos comenzaron a principios de 2007. El costo total, alrededor de 25 millones de euros al inicio del proyecto, aumentó a más de 80 millones de euros. Para valorar esta cantidad debe tenerse en cuenta que es un prototipo —llamado a extenderse por todo el mundo, según la Unesco— y que se vio afectada por la crisis económica española, muy fuerte en Canarias, siendo la isla la última tierra del archipiélago, que además se vio amplificada por una crisis sísmica y volcánica en El Hierro en 2011 y 2012. El Estado español ha comprometido hasta 35 millones, haciendo de El Hierro uno de sus escaparates hacia la transición energética. En España, la energía eólica se ha convertido en la principal fuente de producción de electricidad desde 2013 y las energías renovables cubrieron ese año más del 42 % de la demanda de electricidad.
La empresa mixta responsable del diseño de la planta desde 2004, luego de su construcción y ahora de su gestión, se llama Gorona del Viento. Es prácticamente una compañía de electricidad insular donde los distintos intereses estaban representados por la participación de los distintos interesados en la empresa: los de la isla representan el 60 %, a través del Cabildo Insular, los de Canarias el 10 %, por medio del Instituto Tecnológico de Canarias, y los de la compañía privada española de electricidad Endesa, el 30 %. El Boletín Oficial de España publicó un decreto específico para la gestión de Gorona del Viento el 25 de septiembre de 2013, un requisito previo para el inicio de sus servicios. Para 2023 la participación había variado ligeramente: Cabildo de El Hierro (65,82 %), Endesa (23,21 %), el Instituto Tecnológico de Canarias (7,74 %) y el Gobierno de Canarias (3,23 %).

## Resultados obtenidos
La central hidroeléctrica de Gorona del Viento comenzó a producir a velocidad de crucero en junio de 2015. 
Se obtuvieron los siguientes resultados: 
- 2015 (segundo semestre): energía renovable 30,7 % contra 69,3 % de energía fósil
- 2016: Energía renovable 41 % versus 59 % de energía fósil
- 2017: energía renovable 46,5 % contra 53,5 % de energía fósil
- 2018: Energía renovable 56,4 % contra 43,6 % de energía fósil (fuel oil)[8]

Según el sitio danés ElectricityMap, la intensidad de carbono de la energía producida en El Hierro es más de 100 g eqCO2 / kWh la mayor parte del tiempo. Esto se debe a la naturaleza intermitente de la energía eólica, que se reemplaza en parte por la hidráulica, pero también por una central eléctrica a petróleo para garantizar la continuidad de la producción de electricidad.

## Próximos objetivos[10]
En marzo de 2023, el Cabildo de El Hierro y Endesa anunciaron la ampliación de la central para incluir también generación fotovoltaica. En una primera fase se instalarán paneles solares capaces de generar 5 MW y baterías con esa misma potencia, con un coste de entre 10 y 15 millones de euros. Así se espera que se pueda pasar a generar del 50 al 80 % de la energía que necesita la isla con fuentes renovables.
Una segunda fase, en la que se ampliaría la generación a 12 MW y el almacenamiento a 10 MW, permitirá alcanzar el 100 % de generación de electricidad con energías limpias.
Finalmente, una tercera fase contemplaría el aumento de producción de electricidad necesaria para la implantación del vehículo eléctrico en la isla, incluyendo sistemas de generación y almacenamiento de hidrógeno.